# Headonium
Das Headonium ist eine europäische Landsäugetierzone des Oberen Eozäns. Sie wird gegen ihr Ende von der Grande Coupure betroffen.

## Bezeichnung
Das Headonium ist nach dem Headon Hill an der Westküste der Isle of Wight  (bei Totland) benannt worden. Der Hügel ist die Typlokalität der Headon-Hill-Formation.

## Stratigraphie
Die europäische Landsäugetierzone (engl. European Land Mammal Mega Zone oder ELMMZ, früher noch ELMA) des Headoniums folgt auf das Robiacium und wird seinerseits vom Suevium abgelöst. Sie enthält die Biozonen MP 17A, MP 17B, MP 18, MP 19 und MP 20 (MP steht für Mammal Paleogene). Ihre Basis wird durch das Erstauftreten (engl. First Appearance Date oder FAD) des Säugetiertaxons Isoptychus euzelensis gekennzeichnet. Das Ende der Zone wird durch das Aussterben (engl. Last Appearance Date oder LAD) der Säugetierfamilie Amphimerycidae (Kamelartige) definiert.  Äquivalente Landsäugetierzonen der anderen Kontinente sind das Chadronium in Nordamerika, das Barrancum und das Mustersum in Südamerika und das Ulangochuium sowie das Ergilium in Asien.

## Fossilien

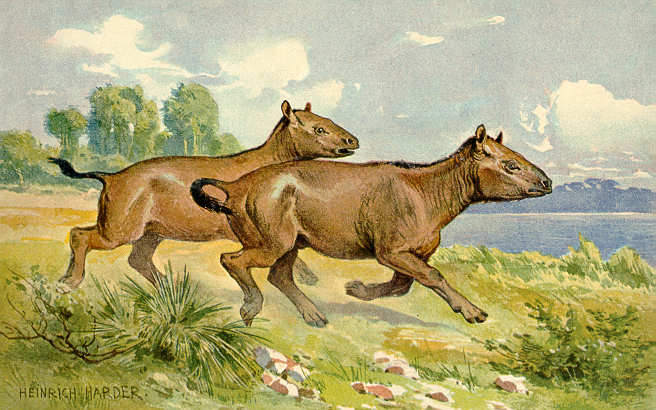
Von Heinrich Harder rekonstruierte, galoppierende Palaeotherien

Das Headonium zeichnet sich insbesondere durch das erstmalige Erscheinen verschiedener Palaeotheriumarten aus (ursprüngliche Pferdeartige), darunter  P. magnum, P. villerealense, P. curtum und P. medium. Ferner treten die Cricetidae (Hamsterartigen) und die Castoridae (Biber) zum ersten Mal auf. Gegen Ende der Zone erscheint der frühe Schweineartige  Entelodon.
Im Verlauf des Headoniums sterben aus:
- die Taxa Quercygale (ursprüngliches Raubtier), Isoptychus euzelensis (frühes Nagetier) und die Palaeotherien (frühe Pferdeartige) Lophiotherium sowie die zu Palaeotherium zu zählenden Arten P. villerealensis, P. curtum und P. medium.
- die kamelartigen Familien der Xiphodontidae und der Amphimerycidae.

## Alter
Das Headonium fällt mit dem Priabonium zusammen, der Landsäugetierzone kann somit ein absolutes Alter von 37,2 bis 33,9 Millionen Jahren BP zugewiesen werden. In der nordamerikanischen Landsäugetierzone (North American land mammal ages; NALMA) entspricht sie dem Chandronium.